# 賴瑾
賴瑾（?—?），廣西省潯州府桂平縣人，清朝政治人物、進士出身。
光緒二十九年（1903年），参加光緒癸卯科殿試，登進士二甲第57名。同年閏五月，以主事分部學習。